# Pierluigi Samaritani

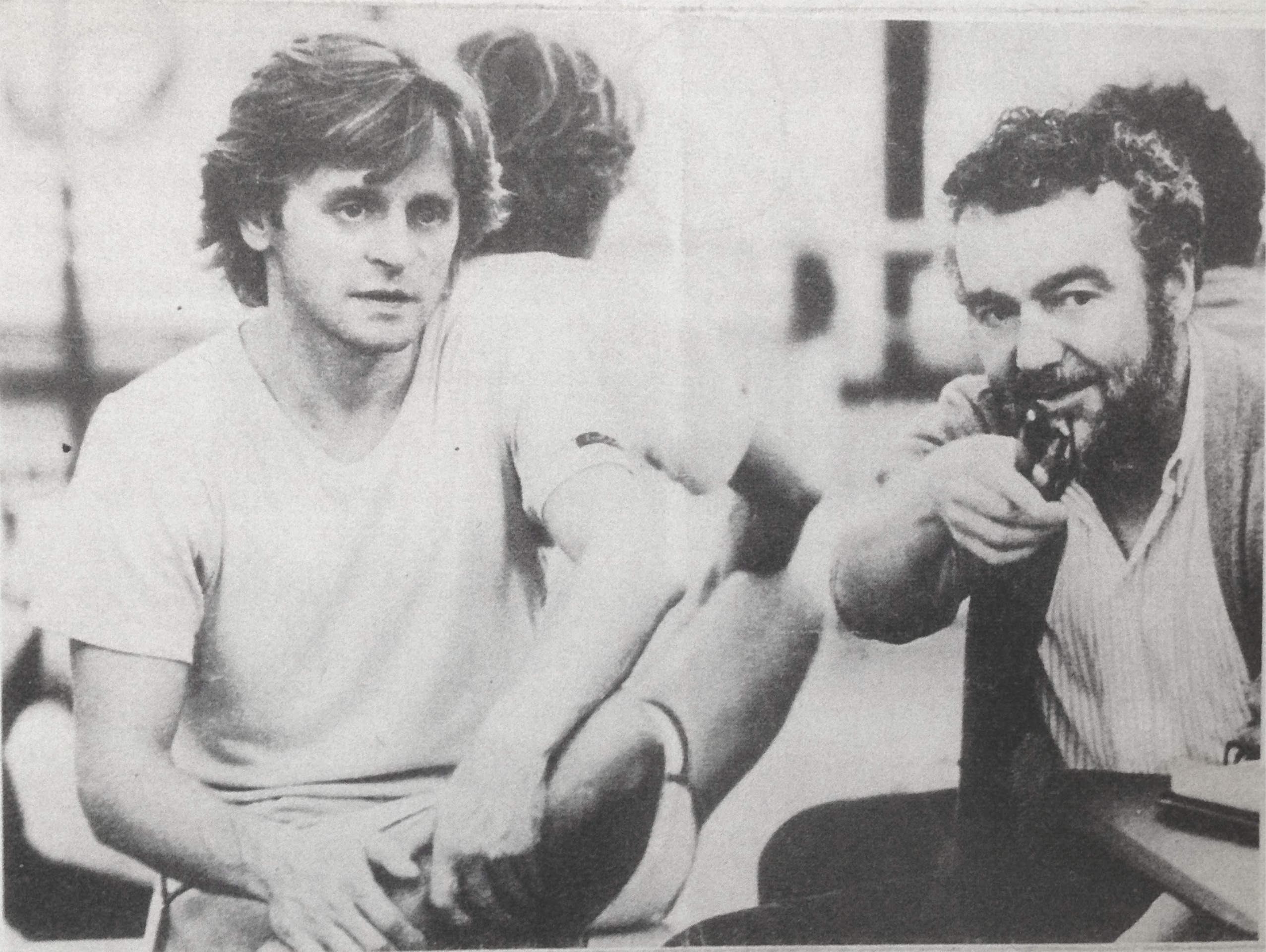
Pierluigi Samaritani con Mikhail Baryshnikov, regista di Swan Lake all'American Ballet Theater.

Pierluigi Samaritani (Novara, 29 settembre 1942 – Roma, 5 gennaio 1994) è stato un regista e scenografo italiano.

## Biografia
Pierluigi Samaritani ha iniziato la sua carriera in giovane età, lavorando accanto ad alcuni dei più grandi nomi del teatro, dell'opera e del balletto, come Lila de Nobili, Gian Carlo Menotti, Franco Zeffirelli, Luciano Pavarotti, Michail Baryšnikov, Rudol'f Nureev e molti altri. Affrontava con successo tutti i ruoli richiesti dal teatro, dall'opera e dal balletto, assicurandosi di essere sempre coinvolto in tutti gli aspetti delle sue produzioni anche durante la delega a collaboratori.
Le sue produzioni hanno decorato il palcoscenico di innumerevoli teatri e teatri d'opera, tra cui la Scala di Milano, il Teatro Regio di Parma, il Metropolitan Opera House, l'American Ballet Theatre e il Festival dei due mondi a Spoleto (Festival dei Due Mondi), dove ha collaborato per molti anni, insieme al suo caro amico, Gian Carlo Menotti. Il Teatro Lirico Sperimentale di Spoleto, fondato nel 1947 a Spoleto,ha creato un premio speciale con il nome di Pierluigi Samaritani, assegnato ogni anno allo scenografo con il miglior scenografia della stagione lirica.
Samaritani è deceduto il 5 gennaio 1994 a Roma.

## Carriera

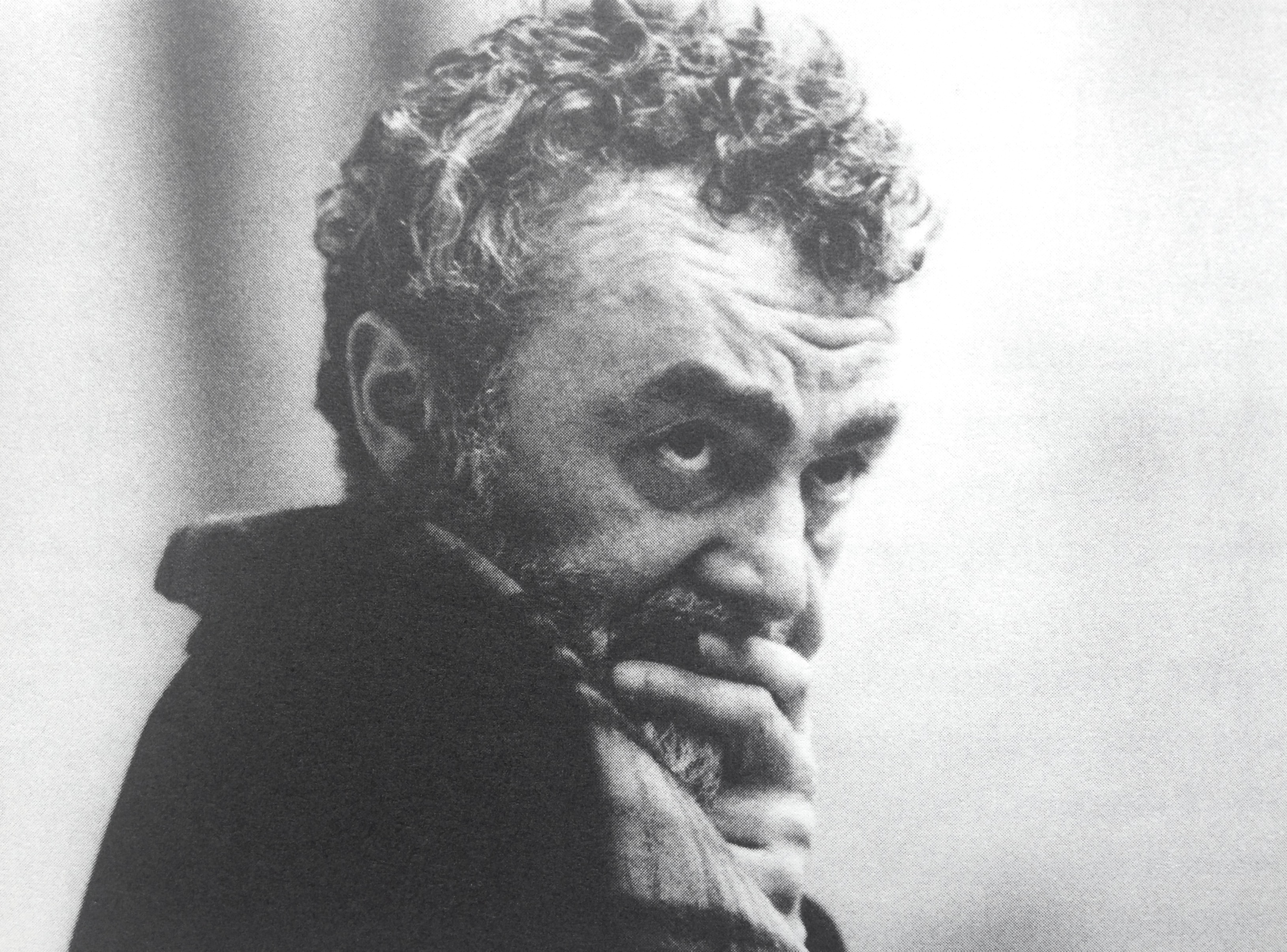
Samaritani sul set

Si era trasferito per studio da Novara a Milano all'Accademia di Belle Arti di Brera. Poco tempo dopo si recò a Parigi per continuare gli studi presso l'Ecole Superieure d'Arts et Technique du Théâtre, dove fu allievo di Lila de Nobili, scenografa e costumista autodidatta di talento Ella era ben nota per aver realizzato cover e illustrazioni di alta moda per Vogue, Hermes e altri; era inoltre conosciuta per le sue collaborazioni con i registi italiani Luchino Visconti, Franco Zeffirelli, Laurence Olivier e Peter Hall. Le sue ambientazioni altamente romantiche hanno profondamente ispirato Samaritani e il suo lavoro.
Samaritani ha lavorato nei più prestigiosi teatri e teatri dell'opera di tutto il mondo. Si diceva che il suo teatro preferito fosse il Teatro Comunale di Firenze, per il quale ha prodotto diverse opere. Numerosi direttori, registi d'opera, scenografi e altri grandi artisti e talenti hanno usato le opere di Samaritani per le loro produzioni liriche in tutto il mondo.
Il New York Times ha pubblicato un articolo il 2 giugno 2015 che descrive in dettaglio le carenze e le caratteristiche salienti di una recente produzione de La Bayadère al Metropolitan Opera House, basata sulla produzione coreografata dalla famosa ballerina Natalija Makarova. L'articolo esalta la scenografia di Pierluigi Samaritani come un punto di forza nella produzione: "La produzione Makarova ha il favoloso scenario dipinto di Pierluigi Samaritani, sempre un trionfo di ricchi colori indiani e illusione di successo".

## Elenco delle produzioni 1967 - 1986
- Manfred (Schumann) Teatro dell'Opera di Roma (1967)
- I Capricci di Callot (Malpiero) Teatro alla Scala di Milano (1968)
- Semiramide (Rossini) Maggio Musicale Fiorentino (1968)
- Tristano e Isotta (Wagner) Festival dei Due Mondi di Spoleto (1968)
- Orfeo (Monteverdi) Palazzo Te di Mantova, in collaborazione con Giuliano Tullio, diretto da Raymond Rouleau, regia televisiva Rai di Fernanda Turvani (1968)
- Maria di Rohan (Donizetti) Teatro alla Scala (1969)
- La Clemenza di Tito (Mozart) Teatro dell'Opera di Roma (1969)
- El Retablo de maese Pedro (De Falla) Festival dei Due Mondi di Spoleto (1969)
- La Vestale (Spontini) Teatro Massimo di Palermo (1970)
- Carmen (Bizet) Teatro alla Scala di Milano (1972)
- Mosè (Rossini) Maggio Musicale Fiorentino (1973)
- Sebastian (Menotti) Teatro Massimo di Palermo (1973)
- Boheme (Puccini) TEatro dell'Opera di Roma (1974)
- La Falena (Smareglia) Teatro Verdi di Trieste (1975)
- Re Cervo (Henze) Maggio Musicale Fiorentino (1976)
- La Forza del Destino (Verdi) Teatro dell'Opera di San Francisco (1976)
- Luisa Miller (Verdi) Teatro all Scala di Milano (1976)
- La Signora delle Camelie (Dumas) Teatro Eliseo di Roma - Compagnia Falk (1976)
- La Traviata (Verdi) Teatro dell'Opera di Roma (1977)
- Medea in Corinto (Mayr) Teatro San Carlo di Napoli (1977)
- Werther (Massenet) Teatro Comunale di Firenze (1978)
- Thaïs (Massenet) Teatro dell'Opera di Roma (1978)
- Carmen (Bizet) Deutsche Oper Berlin (1979)
- Madama Butterfly (Puccini) Teatro Comunale di Firenze (1979)
- Faust (Gounod) Chicago Lyric Opera (1979)
- La Sonnambula (Bellini) Festival dei Due Mondi di Spoleto (1979)
- Lucia di Lammermoor (Donizetti) Arena di Verona (1979)
- Eugenio Onieghin (Čajkovskij) Maggio Musicale Fiorentino (1980)
- La Bayadere (Minkus) Metropolitan Opera House di New York (1980)
- Aida (Verdi) Chicago Lyric Opera (1980)
- Francesca da Rimini (Zandonai) Teatro Filarmonico di Verona (1980)
- La Sonnambula (Rieti) American Ballet Theatre (1981)
- Carmen (Bizet) TEatro Comunale di Firenze (1982)
- Le Baiser de la Fee (Stravinskij) Teatro Comunale di Firenze (1982)
- Manon (Massenet) Teatro dell'Opera di Roma (1982)
- Parsifal (Wagner) Teatro dell'Opera di Roma (1983)
- Ernani (Verdi) Metropolitan Opera House di New York (1983)
- Madama Butterfly (Puccini) Festival Pucciniano di Torre del Lago (1984)
- Manon Lescaut (Puccini) Teatro Comunale di Firenze (1985)
- Macbeth (Verdi) Teatro Municipal de Santiago (1985)
- La Rondine (Puccini) Teatro Regio di Parma (1986)